# Tatort: Das jüngste Geißlein
Das jüngste Geißlein ist ein Fernsehfilm aus der Krimireihe Tatort. Der vom SWR produzierte Beitrag soll im SRF, im ORF und im Ersten ausgestrahlt werden. Die Freiburger Ermittlerin Franziska Tobler ermittelt ihren 15. Fall, ihr Kollege Friedemann Berg seinen 14.

## Handlung
Im Schwarzwald entdeckt Kommissar Friedemann Berg ein verängstigtes neunjähriges Mädchen (Eliza), das sich in einem Uhrkasten versteckt. Kurz darauf wird die Leiche ihres Vaters, mit Steinen beschwert, in einem Waldsee aufgefunden. Seine Kollegin Franziska Tobler und eine Kinderpsychologin ermitteln, während Berg versucht, das Trauma des mutistischen Kindes zu überwinden und die verschwundene Mutter zu finden.

## Hintergrund
Der Film wurde vom 4. November 2024 bis zum 16. Dezember 2024  gedreht.  Die Premiere soll am 22. August 2025 auf dem Festival des deutschen Films in Ludwigshafen am Rhein erfolgen.

## Auszeichnungen
Der Film wurde für den Rheingold Publikumspreis 2025 auf dem Festival des deutschen Films in Ludwigshafen am Rhein nominiert.